# Springfield (Tennessee)
Springfield è un comune (city) degli Stati Uniti d'America e capoluogo della contea di Robertson nello Stato del Tennessee. La popolazione era di 16 659 persone al censimento del 2013.

## Geografia fisica
Springfield è situata a 36°29′58″N 86°52′43″W (36.499508, -86.878717).
Secondo lo United States Census Bureau, ha un'area totale di 12,2 miglia quadrate (32 km²).

## Società

### Evoluzione demografica
Secondo il censimento del 2000, c'erano 14 329 persone.

### Etnie e minoranze straniere
Secondo il censimento del 2000, la composizione etnica della città era formata dal 70,56% di bianchi, il 25,91% di afroamericani, lo 0,37% di nativi americani, lo 0,56% di asiatici, lo 0,03% di oceanici, l'1,76% di altre razze, e lo 0,81% di due o più etnie. Ispanici o latinos di qualunque razza erano il 6,94% della popolazione.